# Кеннебанк (переписна місцевість, Мен)
Кеннебанк (англ. Kennebunk) — переписна місцевість (CDP) в США, в окрузі Йорк штату Мен. Населення — 5776 осіб (2020).

## Географія
Кеннебанк розташований за координатами 43°23′3″ пн. ш. 70°32′39″ зх. д. / 43.38417° пн. ш. 70.54417° зх. д. (43.384106, -70.544165).  За даними Бюро перепису населення США в 2010 році переписна місцевість мала площу 17,48 км², уся площа — суходіл.

## Демографія
Згідно з переписом 2010 року, у переписній місцевості мешкало 5214 осіб у 2514 домогосподарствах у складі 1350 родин. Густота населення становила 298 осіб/км².  Було 2946 помешкань (169/км²).
Расовий склад населення:
| - 97,1 % — білих - 0,8 % — азіатів - 0,3 % — чорних або афроамериканців - 0,2 % — корінних американців |

До двох чи більше рас належало 1,1 %. Частка іспаномовних становила 1,3 % від усіх жителів.
За віковим діапазоном населення розподілялося таким чином: 17,5 % — особи молодші 18 років, 54,4 % — особи у віці 18—64 років, 28,1 % — особи у віці 65 років та старші. Медіана віку мешканця становила 51,9 року. На 100 осіб жіночої статі у переписній місцевості припадало 77,5 чоловіків;  на 100 жінок у віці від 18 років та старших — 74,6 чоловіків також старших 18 років.
Середній дохід на одне домашнє господарство  становив 75 752 долари США (медіана — 59 911), а середній дохід на одну сім'ю — 100 203 долари (медіана — 86 402). За межею бідності перебувало 6,5 % осіб, у тому числі 4,5 % дітей у віці до 18 років та 9,1 % осіб у віці 65 років та старших.
Цивільне працевлаштоване населення становило 2820 осіб. Основні галузі зайнятості: освіта, охорона здоров'я та соціальна допомога — 30,6 %, мистецтво, розваги та відпочинок — 13,5 %, науковці, спеціалісти, менеджери — 12,4 %.